# Sutiã masculino
Sutiã masculino – também conhecido como sutiã de compressão, colete de compressão ou colete de ginecomastia – refere-se a sutiãs usados por homens. Os homens às vezes desenvolvem seios e as estimativas daqueles com a condição são apresentadas como uma gama "porque a definição de ginecomastia varia, assim como o método de exame". Embora existam opções para o tratamento da ginecomastia, alguns optam por cirurgia para reduzir os seios ou usar sutiã masculino. Os sutiãs masculinos normalmente achatam em vez de levantar.
Os homens que optam por usar sutiã podem ser amplamente divididos em duas categorias, dependendo se o sutiã é usado principalmente para fins utilitários ou como parte do travesti. Alguns homens que têm seios grandes como resultado da obesidade ou ginecomastia podem optar por usar um sutiã para dar apoio aos seios e achatar sua aparência. Outros homens usam sutiãs para cross-dressing, para fins sexuais, como travestismo fetichista ou feminização, ou como uma forma de submissão ao seu parceiro. A disciplina de anáguas também pode envolver o uso de sutiã masculino. Além disso, alguns atletas do sexo masculino – mais especificamente os corredores – podem optar por usar um sutiã esportivo sob as camisas para prevenir uma condição médica comum chamada mamilo de corredor, também conhecido como atrito mamilar. Essa condição é causada pela fricção excessiva de material molhado com suor sobre os mamilos. A condição, geralmente muito dolorosa, pode ser evitada com o uso de um sutiã esportivo.
Embora alguns sutiãs para homens tenham sido desenvolvidos, eles geralmente diferem apenas superficialmente de suas contrapartes femininas. Às vezes, não há necessidade médica de os homens usarem sutiãs, e as mesmas considerações a favor e contra se aplicam independentemente do sexo.
No esporte, um sutiã masculino é frequentemente usado por clubes esportivos para avaliar os jogadores com estatísticas em tempo real. Ele contém um dispositivo de rastreamento (semelhante a um sutiã esportivo feminino com um monitor de frequência cardíaca) que detecta frequência cardíaca, distância percorrida, fadiga e outras estatísticas que um técnico pode usar para avaliar um jogador.

## Na cultura popular
- Em um episódio da sitcom Seinfeld, intitulado "The Doorman", o personagem Kramer inventou um sutiã masculino, que chamou de "bro", para Frank Costanza, que teria seios muito grandes. Frank decidiu inicialmente comercializar a invenção, mas discordou quanto ao nome (dizendo que era "muito étnico"), e preferiu chamá-la de "Manssiere", uma brincadeira com o termo "brassiere" ("sutiã").
- Um episódio da sitcom americana Napoleon Dynamite intitulado "FFA", caracterizou Napoleão revelando que ele está usava um "dos sutiãs masculinos" em uma corte na qual ele compete em uma competição de "ordenha veloz".